# Pézize écorce d'orange
Caloscypha fulgens · Caloscyphe brillante
Espèce
Le Pézize écorce d'orange ou la Caloscyphe brillante (Caloscypha fulgens) est une espèce de champignons du genre Caloscypha et de la famille des Caloscyphaceae.

## Liste des formes
Selon MycoBank (5 août 2023) :
- Caloscypha fulgens f. caesioalba Gaggian. & Parrett., 1988
- Caloscypha fulgens f. fulgens

## Systématique
Le nom correct complet (avec auteur) de ce taxon est Caloscypha fulgens (Pers.) Boud., 1904.
L'espèce a été initialement classée dans le genre Peziza sous le basionyme Peziza fulgens Pers., 1822.
Ce taxon porte en français le nom vernaculaire ou normalisé suivant : Caloscyphe brillante.
Caloscypha fulgens a pour synonymes :
- Aleuria fulgens (Pers.) Gillet, 1879
- Barlaea fulgens (Pers.) Rehm, 1894
- Caloscypha fulgens f. fulgens
- Cochlearia fulgens (Pers.) Rehm, 1894
- Detonia fulgens (Pers.) Rehm, 1899
- Geniculodendron pyriforme G.A. Salt, 1974
- Lamprospora fulgens (Pers.) Snyder, 1936
- Otidella fulgens (Pers.) Sacc., 1889
- Peziza chrysocoris Pers., 1828
- Peziza cyanoderma de Bary, 1863
- Peziza fulgens Pers., 1822
- Plicariella fulgens (Pers.) Lindau, 1896
- Pseudoplectania fulgens (Pers.) Fuckel, 1870
- Scypharia fulgens (Pers.) Rehm, 1894